# دسترسی چندگانه بخش زمانی
دسترسی چندگانه بخش زمانی (TDMA) یک روش دسترسی کانالی برای شبکه‌های مشترک شده است. به چند کاربر جهت اشتراک کانال با فرکانس مشابه با تقسیم سیگنال به شیارهای زمانی متفاوت امکان می‌دهد. کاربران در توالی سریع انتقال می‌یابند، یکی بعد از دیگری، هر کدام با استفاده از شیار زمانی خودشان. این امر به ایستگاه‌های متعدد امکان اشتراک وسیله انتقال مشابهی را می‌دهند (مثل کانال فرکانس رادیویی) درحالی‌که تنها بخشی از ظرفیت کانال خود استفاده می‌کنند. TDMA در سیستم‌های سلولی ۲G دیجیتالی مثل سیستم جهانی ارتباطات سیار (GSM), IS-136، سلول دیجیتالی شخصی (PDC) و iDEN و در استاندارد ارتباطات راه دور بی‌سیم پیشرفته دیجیتالی (DECT) برای تلفن‌های پرتابل استفاده شده است. همچنین به‌طور گسترده در سیستم‌های ماهواره‌ای، سیستم‌های رادیویی شبکه combat، و شبکه‌های PON برای ترافیک جریان بالا از اساس و پایه به اپراتور استفاده شده است. برای کاربرد ارتباطات حالت بسته TDMA دینامیک به صورت نمودار زیر عمل کنید.
ساختار فریم TDMA نشاندهنده جریان داده به فریم‌هایی تقسیم شده و فریم‌ها به شیارهایی تقسیم می‌گردد.
TDMA نوعی تسهیم بخش زمانی با نقطه ویژه‌ای است که به جای اتصال یک فرستنده به یک ریسیور، چند فرستنده وجود دارد. در مورد اتصال از یک تلفن موبایل به ایستگاه پایه، این امر خصوصاً بدین علت مشکل است که تلفن موبایل می‌تواند حرکت کند و پیشرفت زمان‌بندی مورد نیاز برای انتقال آن، شکاف در انتقال را تطبیق می‌دهد.

## خصوصیات TDMA
- اشتراک فرکانس موج حامل با چند کاربر انتقال ناپیوسته، تحویل را ساده‌تر می‌کند.
- شیارها را می‌توان در TDMA دینامیک تقاضا کرد.
- کنترل قدرت کمی برجسته نسبت به CDMA بخاطر تداخل برون سلولی پایین سنکرون‌سازی بالاتر نسبت به CDMA برابرسازی پیشرفته ممکن است برای میزان داده بالا ضروری باشد اگر کانال، سلکتیو فرکانس است و تداخل درون سمبلی را ایجاد می‌کند.
- وسعت سلولی نسبت به CDMA بسیار پیچیده است.
- پیچیدگی اختصاص شیار / فرکانس
- محفظه توان ضربه‌ای: تداخل با دیگر وسایل
- TDMA در سیستم‌های تلفن موبایل

## سیستم‌های ۲G
اکثر سیستم‌های سلولی ۲G، بجز موارد IS-95، بر مبنای TDMA هستند. GSM, D-AMPS, PDC, iDEN, PHS مثال‌هایی از سیستم‌های سلولی TDMAاند. GSM, TDMA را با انتقال پهنای باند و جهش فرکانس ترکیب کرده تا انواع رایج تداخل را کاهش می‌دهد.
در سیستم GSM، سنکرون‌سازی تلفن‌های موبایل به وسیلهٔ ارسال فرمان‌های پیشرفته زمان‌بندی از ایستگاه مبنا پیشرفت شده است که تلفن موبایل را برای انتقال بیشتر و مقدار آن ایجاد می‌کند. این امر، تأخیر پیشرفته حاصل از شتاب سرعت بالای امواج رادیویی را موازنه می‌کند. تلفن موبایل مجاز به انتقال شیار زمانی کلی شان نیست، بلکه فاصله محافظی در انتهای هر شیار زمانی وجود دارد. هنگامی انتقال به دوره محافظ حرکت می‌کند، شبکه موبایل، پیشرفت زمان‌بندی را برای سنکرون کردن انتقال تنظیم می‌کند.
سنکرون‌سازی اولیه تلفن نیاز به دقت بیشتری دارد. قبل از انتقال موبایل، هیچ روشی برای شناخت واقعی انشعاب مورد نیاز وجود ندارد. به همین علت، شیار کلی زمان باید به تلفن‌های موبایل اختصاص یابد که در تلاش برای اتصال شبکه می‌باشد. موبایل در تلاش برای انتشار در شروع شیار زمانی می‌باشد، هنگامی که از شبکه دریافت می‌گردد. اگر تلفن موبایل مجاور ایستگاه مبنا قرار می‌گیرد، هیچ تأخیر زمانی وجود ندارد و موفق خواهد شد. اما اگر تلفن مبایل کمتر از ۳۵ کیلومتر از ایستگاه مبنا است، تأخیر زمانی به معنای انتقال موبایل در هر انتهای شیار زمانی می‌باشد. در آن حالت، موبایل برای انتشار پیام‌های اش از یک شیار کلی زمان نسبت به آنچه انتظار می‌رود، ساخته خواهد شد. در نهایت، اگر موبایل بیش از ۳۵ کیلومتر محدوده سلولی در GSM باشد، سپس RACH به شیار زمانی مجاور خواهد رسید و نادیده گرفته می‌شود. به جای محدودیت‌های توان، این خصوصیت است که دامنه سلول GSM به ۳۵ کیلومتر محدود می‌گردد زمانی که هیچ تکنیک گسترشی خاصی استفاده نمی‌شود. ولی با تغییر سنکرون‌سازی بین اتصال بالا و پایین در ایستگاه مبنا، می‌توان بر این محدودیت غلبه کرد.

## سیستم‌های ۳G
اگرچه اکثر سیستم‌های ۳G اصلی در ابتدا بر مبنای CDMA هستند، دولایه تقسیم زمانی (TDD)، فهرست بسته‌بندی و طرح‌های دسترسی متعدد بسته گرا به شکل ۳G در دسترس هستند و با CDMA برای سود بردن از مزایای هر دو تکنولوژی ترکیب شده‌اند.
درحالی‌که شکل بسیار رایج سیستم UMTS 3G از CDMA و دولایه تقسیم فرکانس (FDD) به جای TDMA استفاده می‌کند، TDMA با CDMA و دولایه تقسیم زمانی در دو استاندارد UMTS UTRA ترکیب می‌شود.

## TDMA در شبکه‌های سیمی
استاندارد ITU-T G.hn که شبکه بندی محدوده محلی پرسرعت را در سیم کشی خانگی موجود عرضه می‌کند (خطوط قدرت، خطوط تلفن و کابل‌های کواکسیال) بر مبنای طرح TDMA است. در G.hn، یک وسیله مستر، فرصت‌های انتقال بدون رقابت (CFTXOP) را برای دیگر وسایل پیرو در شبکه اختصاص می‌دهد. تنها یک وسیله می‌تواند از یک CFTXOP در یک زمان استفاده کند، بنابراین مانع از برخورد و تصادم می‌گردد. پروتکل FlexRay که یک شبکه سیمی برای ارتباطات مهم امنیتی در ماشین‌های مدرن است، از روش TDMA برای کنترل انتقال داده استفاده می‌کند.

## مقایسه با دیگر طرح‌های دسترسی متعدد
در سیستم‌های رادیویی، TDMA معمولاً از دسترسی چندگانه تقسیم فرکانس (FDMA) و دولایه تقسیم فرکانس (FDD) استفاده می‌کند؛ ترکیب تحت عنوان FDMA/TDMA/FDD می‌باشد. برای مثال، این حالت در هر دو GSM , IS-136 صدق می‌کند. موارد استثناء در این موارد شامل سیستم‌های میکروسلولی DECT , PHS، انواع UMTS-TDD UMTS و TD-SCDMA چینی می‌باشد که از دولایه تقسیم زمانی استفاده می‌گردد، که شیارهای زمانی متفاوتی را برای ایستگاه مبنا و دستگاه‌هایی با فرکانس مشابه اختصاص می‌دهد.
مزیت اصلی TDMA این است که بخش رادیویی موبایل فقط نیاز به شنیدن و انتشار در شیار زمانی خود را دارد. برای بخشی از زمان، تلفن موبایل می‌تواند اندازه‌گیری‌ها در شبکه را انجام داده، انتقال دهنده‌های اطراف را در فرکانس‌های متفاوت کشف می‌کند. این امر امکان تحویل فرکانس درونی امن را می‌دهد، چیزی که در سیستم‌های CDMA مشکل است و در IS-95 تأیید نشده و از طریق افزودن سیستم پیچیده در سیستم ارتباطات راه دور سیار جهانی (UMTS) حمایت می‌گردد. در عوض امکان وجود لایه‌های میکروسل را با لایه‌های ماکروسل فراهم می‌کند.
با مقایسه، CDMA تحویل متوسطی را حمایت می‌کند که به تلفن موبایل امکان ارتباط با ۶ ایستگاه مبنا را به‌طور هم‌زمان می‌دهد که نوعی از تحویل فرکانس مشابه است. بسته‌های ورودی از نظر کیفیت مقایسه شده و بهترین بسته‌ها انتخاب شده است. خصوصیات وسعت سلولی CDMA که ورودی در مرز دو سلول متراکم و فشرده می‌باشد، امکان دریافت سیگنال واضحی را فراهم نخواهد کرد و می‌تواند اغلب این مزیت را در طول اوج دوره‌ها منفی کند.
عیب سیستم‌های TDMA این است که تداخل را در فرکانس ایجاد کند و مستقیماً به طول شیار زمانی متصل است. این صدای وزوز که می‌توان گاهی شنید در صورتی است که تلفن TDMA مجاور رادیو یا اسپیکرها می‌باشد. عیب دیگر این است که زمان مرده بین شیارهای زمانی، پهنای باند بالقوه (پتانسیل) یک مجرای TDMA است. بخاطر مشکلات در تضمین این ورودی‌های متفاوت اجرا شده که دقیقاً در زمان مورد نیاز انتقال می‌یابد. مجموعه دستگاه‌هایی که در حال حرکت هستند نیاز به تنظیم پایدار زمان‌بندی شان دارند تا تضمین کند انتقال شان در زمان صحیحی دریافت شده، زیرا هنگامی که از ایستگاه مبنا حرکت می‌کنند، سیگنال شان بیشتر طول می‌کشد. این امر همچنین به این معناست که اکثر سیستم‌های TDMA محدودیت‌های سختی در اندازه سلول بر طبق دامنه دارند، با این وجود عملاً، سطوح توان نیاز است تا در فواصل بیشتر از دامنه پشتیبان دریافت و  انتقال یابد، که عمدتاً غیرعملی است.

## TDMA دینامیک
در دسترسی چندگانه تقسیم زمانی دینامیک، الگوریتم فهرست بندی به‌طور دینامیک، تعداد متغیر شیارهای زمانی را در هر فریم برای جریانات داده میزان بیت متغیر حفظ می‌کند، که بر مبنای تقاضای ترافیک هر جریان داده است. TDMA دینامیک در زیر استفاده شده است:
- AirSync Ubiquiti AirMax AirSync
- شبکه دسترسی رادیویی پهنای باند HIPERLAN/2
- IEEE 802.16a WiMax
- بلوتوث: روش دسترسی چندگانه رادیویی بسته (PRMA) برای مدار ترکیبی، ارتباطات صوتی و داده بسته‌ای را تغییر می‌دهد.
- TD-SCDMA
- ITU-T G.hn